# Caesar
Caesar es un juego de ordenador basado en la creación y construcción de ciudades, donde el jugador asume el papel de un gobernador romano para desarrollar ciudades exitosamente.
Lanzado en 1992 para el ordenador Commodore Amiga y el siguiente año para PC, Macintosh y Atari ST. El juego era similar a SimCity, por sus gráficos similares y por las interfaces de usuario que ambos juegos tenían en común, además de poseer objetivos de microgestión, ya que Caesar exige planificación para satisfacer necesidades, como la construcción de un número adecuado de escuelas, teatros, bibliotecas y edificios públicos, dentro de las zonas residenciales para mantener óptima a la ciudadanía.

## Diferencias con SimCity
Entre las diferencias notables de Caesar con SimCity se encuentran:
- Aspecto militar del juego.
- Simulación detallada de temas históricos.

En Caesar, el jugador mantiene la obligación de organizar y financiar campañas armadas contra los bárbaros, y crear en consecuencia un presupuesto específico para esto. Las batallas en sí no se presentan en el escenario del juego, pero el jugador envía tropas a la batalla, y debe preocuparse tanto del alojamiento como de la disposición de las tropas que manda, así como del mantenimiento de una red de carreteras para que el transporte de las legiones sea eficaz. SimCity eventualmente ofreció ciudades ambientadas históricamente con su motor de juego, pero la interfaz de usuario y la simulación de crecimiento subyacente se mantuvo sin cambios.

## Secuelas
Caesar fue desarrollado y diseñado por Impressions Games y distribuido por Sierra Entertainment. Al mismo tiempo que Caesar, Impressions Games desarrolló otro juego de temática romana, Cohort 2, un juego que permite al jugador dirigir antiguas batallas romanas con un estilo similar al del precursor de la serie Command & Conquer. Impressions Games esta vez incluye una característica a Cohort 2, que permitiría a los jugadores de Caesar cargar sus archivos guardados y jugar a las batallas del juego con Cohort 2. Más tarde, la misma desarrolladora de videojuegos lanza una versión actualizada de Caesar, que automáticamente pone en marcha una versión nueva de Cohort 2, con el sistema de batalla más incrustado al juego. Esta versión fue publicada bajo el título de Caesar Deluxe en 1994.
Impressions Games, lanza luego secuelas adicionales al juego, Caesar II en 1995 y Caesar III en 1998. Una cuarta versión de la saga, Caesar IV, que es anunciada en agosto de 2005 por Tilted Mill Entertainment y que es lanzada posteriormente el 26 de septiembre de 2006.